# Ćamila Mičijević
Ćamila Mičijević (n. 8 septembrie 1994, Heidenheim an der Brenz, Baden-Württemberg, Germania) este o handbalistă din Bosnia și Herțegovina, cu cetățenie bosniacă și croată, care evoluează pe postul de intermediar stânga pentru clubul românesc SCM Craiova și echipa națională a Croației.

## Biografie
Ćamila Mičijević s-a născut la Heidenheim an der Brenz, într-o familie bosniacă refugiată în Germania din cauza Războiului din Bosnia și Herțegovina. După încetarea războiului familia Mičijević s-a întors la Mostar, Bosnia și Herțegovina. Ćamila a început să joace handbal la ŽRK Lokomotiva Mostar după care s-a transferat la HRK Katarina Mostar. La 15 ani a plecat în Croația pentru a juca pentru ŽRK Zamet. În 2012 a participat împreună cu selecționata de junioare a Croației la Campionatul Mondial pentru Junioare din Muntenegru. De asemenea, a făcut parte din naționala de tineret a Croației la Campionatul Mondial pentru Tineret din 2014. A debutat pentru naționala de senioare a Croației pe 9 octombrie 2014 într-un meci împotriva Poloniei. În 2016, ea s-a transferat la Dunaújvárosi Kohász KA. Două accidentări, in 2018 și 2019, au ținut-o departe de terenul de joc, o perioadă de 16 luni. Din 2020 până în 2023 Mičijević a evoluat pentru Metz Handball iar în sezonul 2023-2024 a jucat pentru Paris 92. A făcut parte din echipa Croației care a cucerit medaliile de bronz la Campionatul European din 2020 învingând în finala mică echipa Danemarcei, cu scorul de 25-19. Cu 35 de goluri în opt partide ea a fost cea mai bună marcatoare a Croației și a treia în clasamentul marcatoarelor turneului. În 2024, după patru sezoane petrecute în Franța, Ćamila Mičijević s-a transferat la SCM Craiova.

## Palmares
- Campionatul European:
  -  Medalie de bronz: 2020

- Liga Campionilor:
  -  Medalie de bronz (Turneul Final Four): 2022
  - Sfertfinalistă: 2021, 2023

- Cupa EHF:
  - Turul 3: 2016, 2017, 2018, 2019

- Campionatul Croației:
  -  Medalie de argint: 2015

- Cupa Croației:
  -  Finalistă: 2014, 2016
  -  Medalie de bronz: 2015

- Campionatul Franței:
  -  Câștigătoare: 2022, 2023
  -  Medalie de argint: 2021

- Cupa Franței:
  -  Câștigătoare: 2022, 2023
  - Semifinalistă: 2021